# Copa Africana de Naciones 2008
La Copa Africana de Naciones 2008 fue la XXVI edición del torneo de selecciones de fútbol más importante de África. Se realizó en Ghana del 20 de enero al 10 de febrero de 2008.
Ghana consiguió el derecho a organizar el evento ganando por 9 a 3 en la votación frente a Libia, llevada a cabo por los miembros del comité ejecutivo de la CAF en El Cairo. Sudáfrica renunció a la organización después de saber que sería el país anfitrión de la Copa Mundial de Fútbol de 2010.

## Sedes
| Acra               | Acra Kumasi Tamale Sekondi-Takoradi | Kumasi                      |
| ------------------ | ----------------------------------- | --------------------------- |
| Estadio Ohene Djan | Acra Kumasi Tamale Sekondi-Takoradi | Estadio Deportivo de Kumasi |
|                    | Acra Kumasi Tamale Sekondi-Takoradi |                             |
| Capacidad: 40,000  | Acra Kumasi Tamale Sekondi-Takoradi | Capacidad: 40,528           |
| Tamale             | Acra Kumasi Tamale Sekondi-Takoradi | Sekondi-Takoradi            |
| Estadio de Tamale  | Acra Kumasi Tamale Sekondi-Takoradi | Estadio de Sekondi-Takoradi |
|                    | Acra Kumasi Tamale Sekondi-Takoradi |                             |
| Capacidad: 21,017  | Acra Kumasi Tamale Sekondi-Takoradi | Capacidad: 20,088           |

## Árbitros y Asistentes

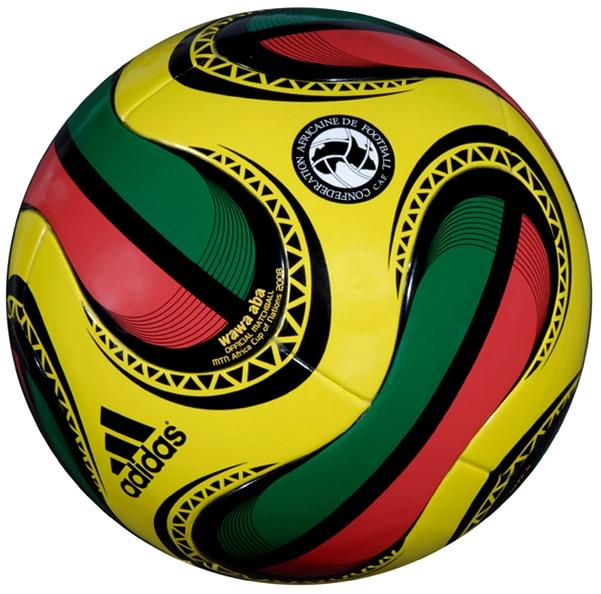
El "Wawa Aba" fue el balón oficial.

Árbitros:
| - Mohamed Benouza - Devine Evehe - Yuichi Nishimura - Abderrahim El Arjoun - Jerome Damon - Kokou Diaoupe - Kacem Bennaceur - Djamel Haimoudi | - Coffi Codjia - Modou Sowe - Alex Cotey - Koman Coulibaly - Badara Diatta - Eddy Maillet - Muhamed Ssegonga - Kenias Marange |

Árbitros Asistentes
| - Brahim Jezzar - Evarist Menkouande - Toru Sagara - Redouane Achik - Enock Molefe - Komi Konyoh - Bechir Hassani - Jeong Hae Sang | - Celestin Ntagungira - Angesom Ogbemariam - Desire Gahungu - Lassina Paré - Bechir Hassani - Inacio Manuel Candido - Nasser Sadek Abdel Nabi - Kenneth Chichenga |

## Países participantes
| Equipos participantes | Equipos participantes | Equipos participantes | Equipos participantes |
| --------------------- | --------------------- | --------------------- | --------------------- |
| Angola                | Egipto                | Marruecos             | Sudáfrica             |
| Benín                 | Ghana                 | Namibia               | Sudán                 |
| Camerún               | Guinea                | Nigeria               | Túnez                 |
| Costa de Marfil       | Malí                  | Senegal               | Zambia                |

## Resultados
- Los horarios corresponden a la hora de Accra (UTC).

### Primera fase

#### Grupo A
| Pos. | Equipo    | Pts. | PJ | G | E | P | GF | GC | Dif. | Clasificación    |
| ---- | --------- | ---- | -- | - | - | - | -- | -- | ---- | ---------------- |
| 1    | Ghana (H) | 9    | 3  | 3 | 0 | 0 | 5  | 1  | +4   | Cuartos de final |
| 2    | Guinea    | 4    | 3  | 1 | 1 | 1 | 5  | 5  | 0    | Cuartos de final |
| 3    | Marruecos | 3    | 3  | 1 | 0 | 2 | 7  | 6  | +1   |                  |
| 4    | Namibia   | 1    | 3  | 0 | 1 | 2 | 2  | 7  | −5   |                  |

 Fuente: [cita requerida]
| 20 de enero de 2008, 17:00 | Ghana                                        | 2:1 (0:0) | Guinea             | Estadio Ohene Djan, Acra                                 |                                                          |
|                            | Asamoah Gyan 54' (pen.) · Sulley Muntari 90' | Reporte   | Oumar Kalabane 64' | Asistencia: 35.000 espectadores Árbitro(s): Eddy Maillet | Asistencia: 35.000 espectadores Árbitro(s): Eddy Maillet |

| 21 de enero de 2008, 15:00 | Namibia            | 1:5 (1:4) | Marruecos                                                            | Estadio Ohene Djan, Acra                                |                                                         |
|                            | Brian Brendell 24' | Reporte   | Soufiane Alloudi 2', 5', 28' · Tarik Sektioui 40' · Monsef Zerka 74' | Asistencia: 2.000 espectadores Árbitro(s): Devine Evehe | Asistencia: 2.000 espectadores Árbitro(s): Devine Evehe |

| 24 de enero de 2008, 15:00 | Guinea                                                 | 3:2 (1:0) | Marruecos                                       | Estadio Ohene Djan, Acra                                 |                                                          |
|                            | Pascal Feindouno 11', 63' (pen.) · Ismael Bangoura 59' | Reporte   | Hicham Aboucherouane 60' · Abdeslam Ouaddou 90' | Asistencia: 15.000 espectadores Árbitro(s): Jerome Damon | Asistencia: 15.000 espectadores Árbitro(s): Jerome Damon |

| 24 de enero de 2008, 19:30 | Ghana            | 1:0 (1:0) | Namibia | Estadio Ohene Djan, Acra                                    |                                                             |
|                            | Junior Agogo 41' | Reporte   |         | Asistencia: 45.000 espectadores Árbitro(s): Kacem Bennaceur | Asistencia: 45.000 espectadores Árbitro(s): Kacem Bennaceur |

| 28 de enero de 2008, 17:00 | Ghana                                   | 2:0 (2:0) | Marruecos | Estadio Ohene Djan, Acra                               |                                                        |
|                            | Michael Essien 26' · Sulley Muntari 45' | Reporte   |           | Asistencia: 30.000 espectadores Árbitro(s): Modou Sowe | Asistencia: 30.000 espectadores Árbitro(s): Modou Sowe |

| 28 de enero de 2008, 17:00 | Guinea               | 1:1 (0:0) | Namibia            | Estadio de Sekondi-Takoradi, Sekondi-Takoradi              |                                                            |
|                            | Souleymane Youla 62' | Reporte   | Brian Brendell 81' | Asistencia: 1.000 espectadores Árbitro(s): Muhmed Ssegonga | Asistencia: 1.000 espectadores Árbitro(s): Muhmed Ssegonga |

#### Grupo B
| Pos. | Equipo          | Pts. | PJ | G | E | P | GF | GC | Dif. | Clasificación    |
| ---- | --------------- | ---- | -- | - | - | - | -- | -- | ---- | ---------------- |
| 1    | Costa de Marfil | 9    | 3  | 3 | 0 | 0 | 8  | 1  | +7   | Cuartos de final |
| 2    | Nigeria         | 4    | 3  | 1 | 1 | 1 | 2  | 1  | +1   | Cuartos de final |
| 3    | Malí            | 4    | 3  | 1 | 1 | 1 | 1  | 3  | −2   |                  |
| 4    | Benín           | 0    | 3  | 0 | 0 | 3 | 1  | 7  | −6   |                  |

 Fuente: [cita requerida]
| 21 de enero de 2008, 17:00 | Nigeria | 0:1 (0:0) | Costa de Marfil   | Estadio de Sekondi-Takoradi, Sekondi-Takoradi               |                                                             |
|                            |         | Reporte   | Salomon Kalou 66' | Asistencia: 16.000 espectadores Árbitro(s): Mohamed Benouza | Asistencia: 16.000 espectadores Árbitro(s): Mohamed Benouza |

| 21 de enero de 2008, 19:45 | Mali                        | 1:0 (0:0) | Benín | Estadio de Sekondi-Takoradi, Sekondi-Takoradi            |                                                          |
|                            | Frederic Kanouté 49' (pen.) | Reporte   |       | Asistencia: 11.000 espectadores Árbitro(s): Jerome Damon | Asistencia: 11.000 espectadores Árbitro(s): Jerome Damon |

| 25 de enero de 2008, 17:00 | Costa de Marfil                                                                | 4:1 (2:0) | Benín                | Estadio de Sekondi-Takoradi, Sekondi-Takoradi              |                                                            |
|                            | Didier Drogba 40' · Yaya Touré 44' · Abdul Kader Keïta 53' · Aruna Dindane 63' | Reporte   | Razak Omotoyossi 90' | Asistencia: 13.000 espectadores Árbitro(s): Kenias Marange | Asistencia: 13.000 espectadores Árbitro(s): Kenias Marange |

| 25 de enero de 2008, 19:30 | Nigeria | 0:0     | Mali | Estadio de Sekondi-Takoradi, Sekondi-Takoradi                    |                                                                  |
|                            |         | Reporte |      | Asistencia: 16.000 espectadores Árbitro(s): Abderrahim El Arjoun | Asistencia: 16.000 espectadores Árbitro(s): Abderrahim El Arjoun |

| 29 de enero de 2008, 17:00 | Costa de Marfil                                        | 3:0 (1:0) | Mali | Estadio Ohene Djan, Acra                                 |                                                          |
|                            | Didier Drogba 9' · Marc Zoro 54' · Constant Djakpa 86' | Reporte   |      | Asistencia: 20.000 espectadores Árbitro(s): Eddy Maillet | Asistencia: 20.000 espectadores Árbitro(s): Eddy Maillet |

| 29 de enero de 2008, 17:00 | Nigeria                                  | 2:0 (0:0) | Benín | Estadio de Sekondi-Takoradi, Sekondi-Takoradi              |                                                            |
|                            | John Obi Mikel 53' · Ayegbeni Yakubu 87' | Reporte   |       | Asistencia: 4.000 espectadores Árbitro(s): Kacem Bennaceur | Asistencia: 4.000 espectadores Árbitro(s): Kacem Bennaceur |

#### Grupo C
| Pos. | Equipo  | Pts. | PJ | G | E | P | GF | GC | Dif. | Clasificación    |
| ---- | ------- | ---- | -- | - | - | - | -- | -- | ---- | ---------------- |
| 1    | Egipto  | 7    | 3  | 2 | 1 | 0 | 8  | 3  | +5   | Cuartos de final |
| 2    | Camerún | 6    | 3  | 2 | 0 | 1 | 10 | 5  | +5   | Cuartos de final |
| 3    | Zambia  | 4    | 3  | 1 | 1 | 1 | 5  | 6  | −1   |                  |
| 4    | Sudán   | 0    | 3  | 0 | 0 | 3 | 0  | 9  | −9   |                  |

 Fuente: [cita requerida]
| 22 de enero de 2008, 17:00 | Egipto                                                    | 4:2 (3:0) | Camerún               | Estadio Deportivo de Kumasi, Kumasi                    |                                                        |
|                            | Hosni Abd Rabou 14' (pen.), 82' · Mohammed Zidan 16', 45' | Reporte   | Samuel Eto'o 51', 90' | Asistencia: 42.000 espectadores Árbitro(s): Modou Sowe | Asistencia: 42.000 espectadores Árbitro(s): Modou Sowe |

| 22 de enero de 2008, 19:30 | Sudán | 0:3 (0:1) | Zambia                                                    | Estadio Deportivo de Kumasi, Kumasi                       |                                                           |
|                            |       | Reporte   | James Chamanga 2' · Jacob Mulenga 50' · Felix Katongo 59' | Asistencia: 35.000 espectadores Árbitro(s): Badara Diatta | Asistencia: 35.000 espectadores Árbitro(s): Badara Diatta |

| 26 de enero de 2008, 17:00 | Camerún                                                                                      | 5:1 (3:0) | Zambia                  | Estadio Deportivo de Kumasi, Kumasi                          |                                                              |
|                            | Geremi Njitap 28' · Joseph-Désiré Job 32', 82' · Achille Emana 44' · Samuel Eto'o 66' (pen.) | Reporte   | Christopher Katongo 90' | Asistencia: 10.000 espectadores Árbitro(s): Yuichi Nishimura | Asistencia: 10.000 espectadores Árbitro(s): Yuichi Nishimura |

| 26 de enero de 2008, 19:30 | Egipto                                                  | 3:0 (1:0) | Sudán | Estadio Deportivo de Kumasi, Kumasi                      |                                                          |
|                            | Hosni Abd Rabou 29' (pen.) · Mohamed Aboutrika 78', 83' | Reporte   |       | Asistencia: 15.000 espectadores Árbitro(s): Coffi Codjia | Asistencia: 15.000 espectadores Árbitro(s): Coffi Codjia |

| 30 de enero de 2008, 17:00 | Egipto       | 1:1 (1:0) | Zambia                  | Estadio Deportivo de Kumasi, Kumasi                      |                                                          |
|                            | Amr Zaki 15' | Reporte   | Christopher Katongo 89' | Asistencia: 2.000 espectadores Árbitro(s): Kokou Djaoupe | Asistencia: 2.000 espectadores Árbitro(s): Kokou Djaoupe |

| 30 de enero de 2008, 17:00 | Camerún                                                          | 3:0 (2:0) | Sudán | Estadio de Tamale, Tamale                                   |                                                             |
|                            | Samuel Eto'o 27' (pen.), 90' · Mohammed Ali El Khider 33' (a.g.) | Reporte   |       | Asistencia: 10.000 espectadores Árbitro(s): Koman Coulibaly | Asistencia: 10.000 espectadores Árbitro(s): Koman Coulibaly |

#### Grupo D
| Pos. | Equipo    | Pts. | PJ | G | E | P | GF | GC | Dif. | Clasificación    |
| ---- | --------- | ---- | -- | - | - | - | -- | -- | ---- | ---------------- |
| 1    | Túnez     | 5    | 3  | 1 | 2 | 0 | 5  | 3  | +2   | Cuartos de final |
| 2    | Angola    | 5    | 3  | 1 | 2 | 0 | 4  | 2  | +2   | Cuartos de final |
| 3    | Senegal   | 2    | 3  | 0 | 2 | 1 | 4  | 6  | −2   |                  |
| 4    | Sudáfrica | 2    | 3  | 0 | 2 | 1 | 3  | 5  | −2   |                  |

 Fuente: [cita requerida]
| 23 de enero de 2008, 17:00 | Túnez                 | 2:2 (1:1) | Senegal               | Estadio de Tamale, Tamale                                    |                                                              |
|                            | Jemaa 9' · Traoui 82' | Reporte   | Sall 45' · Kamara 66' | Asistencia: 12.000 espectadores Árbitro(s): Yuichi Nishimura | Asistencia: 12.000 espectadores Árbitro(s): Yuichi Nishimura |

| 23 de enero de 2008, 19:30 | Sudáfrica       | 1:1 (0:1) | Angola      | Estadio de Tamale, Tamale                                   |                                                             |
|                            | Van Heerden 87' | Reporte   | Manucho 29' | Asistencia: 15.000 espectadores Árbitro(s): Koman Coulibaly | Asistencia: 15.000 espectadores Árbitro(s): Koman Coulibaly |

| 27 de enero de 2008, 17:00 | Senegal  | 1:3 (1:0) | Angola                        | Estadio de Tamale, Tamale                                   |                                                             |
|                            | Faye 20' | Reporte   | Manucho 50', 67' · Flavio 78' | Asistencia: 10.000 espectadores Árbitro(s): Djamel Haimoudi | Asistencia: 10.000 espectadores Árbitro(s): Djamel Haimoudi |

| 27 de enero de 2008, 19:30 | Túnez                          | 3:1 (3:0) | Sudáfrica  | Estadio de Tamale, Tamale                                   |                                                             |
|                            | Santos 8', 34' · Ben Saada 32' | Reporte   | Mphela 87' | Asistencia: 15.000 espectadores Árbitro(s): Koman Coulibaly | Asistencia: 15.000 espectadores Árbitro(s): Koman Coulibaly |

| 31 de enero de 2008, 17:00 | Túnez | 0:0     | Angola | Estadio de Tamale, Tamale                                |                                                          |
|                            |       | Reporte |        | Asistencia: 10.000 espectadores Árbitro(s): Coffi Codjia | Asistencia: 10.000 espectadores Árbitro(s): Coffi Codjia |

| 31 de enero de 2008, 17:00 | Senegal       | 1:1 (1:1) | Sudáfrica       | Estadio Deportivo de Kumasi, Kumasi |                        |
|                            | H. Camara 37' | Reporte   | Van Heerden 14' | Árbitro(s): Alex Cotey              | Árbitro(s): Alex Cotey |

### Segunda fase
|  | Cuartos de final | Cuartos de final |         |                 | Semifinales | Semifinales |       |              | Final           | Final |  |
|  |                  |                  |         |                 |             |             |       |              |                 |       |  |
|  |                  |                  |         |                 |             |             |       |              |                 |       |  |
|  | Ghana            | 2                |         |                 |             |             |       |              |                 |       |  |
|  | Ghana            | 2                |         |                 |             |             |       |              |                 |       |  |
|  | Nigeria          | 1                |         |                 |             |             |       |              |                 |       |  |
|  | Nigeria          | 1                |         | Ghana           | 0           |             |       |              |                 |       |  |
|  |                  |                  |         | Ghana           | 0           |             |       |              |                 |       |  |
|  |                  |                  | Camerún | 1               |             |             |       |              |                 |       |  |
|  | Túnez            | 2                | Camerún | 1               |             |             |       |              |                 |       |  |
|  | Túnez            | 2                |         |                 |             |             |       |              |                 |       |  |
|  | Camerún (t.s.)   | 3                |         |                 |             |             |       |              |                 |       |  |
|  | Camerún (t.s.)   | 3                |         |                 |             |             |       | Camerún      | 0               |       |  |
|  |                  |                  |         |                 |             |             |       | Camerún      | 0               |       |  |
|  |                  |                  | Egipto  | 1               |             |             |       |              |                 |       |  |
|  | Costa de Marfil  | 5                | Egipto  | 1               |             |             |       |              |                 |       |  |
|  | Costa de Marfil  | 5                |         |                 |             |             |       |              |                 |       |  |
|  | Guinea           | 0                |         |                 |             |             |       |              |                 |       |  |
|  | Guinea           | 0                |         | Costa de Marfil | 1           |             |       | Tercer lugar | Tercer lugar    |       |  |
|  |                  |                  |         | Costa de Marfil | 1           |             |       | Tercer lugar | Tercer lugar    |       |  |
|  |                  |                  | Egipto  | 4               |             |             |       |              |                 |       |  |
|  | Egipto           | 2                | Egipto  | 4               |             |             | Ghana | 4            |                 |       |  |
|  | Egipto           | 2                |         |                 |             |             | Ghana | 4            |                 |       |  |
|  | Angola           | 1                |         |                 |             |             |       |              | Costa de Marfil | 2     |  |
|  | Angola           | 1                |         |                 |             |             |       |              | Costa de Marfil | 2     |  |
|  |                  |                  |         |                 |             |             |       |              |                 |       |  |

#### Cuartos de final
| 3 de febrero de 2008, 17:00 | Ghana                    | 2:1 (1:1) | Nigeria           | Estadio Ohene Djan, Acra                                    |                                                             |
|                             | Essien 45+2' · Agogo 83' | Reporte   | Yakubu 35' (pen.) | Asistencia: 45.000 espectadores Árbitro(s): Mohamed Benouza | Asistencia: 45.000 espectadores Árbitro(s): Mohamed Benouza |

| 3 de febrero de 2008, 20:30 | Costa de Marfil                                    | 5:0 (1:0) | Guinea | Estadio de Sekondi-Takoradi, Sekondi-Takoradi               |                                                             |
|                             | Keita 25' · Drogba 70' · Kalou 71', 81' · Kone 86' | Reporte   |        | Asistencia: 28.000 espectadores Árbitro(s): Djamel Haimoudi | Asistencia: 28.000 espectadores Árbitro(s): Djamel Haimoudi |

| 4 de febrero de 2008, 17:00 | Egipto                      | 2:1 (2:1) | Angola      | Estadio Deportivo de Kumasi, Kumasi                          |                                                              |
|                             | Hosni 23' (pen.) · Zaki 38' | Reporte   | Manucho 27' | Asistencia: 40.000 espectadores Árbitro(s): Yuichi Nishimura | Asistencia: 40.000 espectadores Árbitro(s): Yuichi Nishimura |

| 4 de febrero de 2008, 20:30 | Túnez                         | 2:3 (2:2, 1:2) (t. s.) | Camerún                    | Estadio de Tamale, Tamale                                   |                                                             |
|                             | Ben Saada 34' · Chikhaoui 81' | Reporte                | Mbia 18', 93' · Geremi 27' | Asistencia: 20.000 espectadores Árbitro(s): Koman Coulibaly | Asistencia: 20.000 espectadores Árbitro(s): Koman Coulibaly |

#### Semifinales
| 7 de febrero de 2008, 17:00 | Ghana | 0:1 (0:0) | Camerún   | Estadio Ohene Djan, Acra                                        |                                                                 |
|                             |       | Reporte   | Nkong 71' | Asistencia: 40.000 espectadores Árbitro(s): Abderahim El Arjoun | Asistencia: 40.000 espectadores Árbitro(s): Abderahim El Arjoun |

| 7 de febrero de 2008, 20:30 | Costa de Marfil | 1:4 (0:1) | Egipto                                      | Estadio Deportivo de Kumasi, Kumasi                      |                                                          |
|                             | Keita 63'       | Reporte   | Fathi 12' · Zaki 61', 67' · Aboutrika 90+1' | Asistencia: 30.000 espectadores Árbitro(s): Eddy Maillet | Asistencia: 30.000 espectadores Árbitro(s): Eddy Maillet |

#### Tercer lugar
| 9 de febrero de 2008, 17:00 | Ghana                                              | 4:2 (1:2) | Costa de Marfil | Estadio Ohene Djan, Acra                                 |                                                          |
|                             | Muntari 10' · Abeyie 70' · Agogo 80' · Dramani 84' | Reporte   | Sanogo 24', 32' | Asistencia: 34.000 espectadores Árbitro(s): Jerome Damon | Asistencia: 34.000 espectadores Árbitro(s): Jerome Damon |

#### Final
| 10 de febrero de 2008, 17:00 | Camerún | 0:1 (0:0) | Egipto        | Estadio Ohene Djan, Acra                                 |                                                          |
|                              |         | Reporte   | Aboutrika 77' | Asistencia: 35.500 espectadores Árbitro(s): Coffi Codjia | Asistencia: 35.500 espectadores Árbitro(s): Coffi Codjia |

|                           |
| Bandera de Egipto         |
| Campeón Egipto 6.º título |

## Goleadores
5 goles
- Samuel Eto'o

4 goles
- Manucho
- Hosny Abd Rabo
- Mohamed Aboutrika
- Amr Zaki

3 goles
- Didier Drogba
- Salomon Kalou
- Kader Keïta
- Boubacar Sanogo
- Junior Agogo
- Sulley Muntari
- Soufiane Alloudi

2 goles
- Geremi
- Joseph-Désiré Job
- Stéphane Mbia
- Mohamed Zidan
- Michael Essien
- Pascal Feindouno
- Brian Brendell
- Yakubu
- Elrio van Heerden
- Chaouki Ben Saada
- Francileudo Santos
- Chris Katongo

1 gol
- Flávio
- Razak Omotoyossi
- Achille Emana
- Alain N'Kong
- Aruna Dindane
- Bakari Koné
- Yaya Touré
- Marc Zoro
- Ahmed Fathy
- Haminu Dramani
- Asamoah Gyan
- Quincy Owusu-Abeyie
- Ismaël Bangoura
- Oumar Kalabane
- Souleymane Youla
- Frédéric Kanouté
- Hicham Aboucherouane
- Abdeslam Ouaddou
- Tarik Sektioui
- Monsef Zerka
- Mikel John Obi
- Moustapha Bayal Sall
- Henri Camara
- Abdoulaye Diagne-Faye
- Diomansy Kamara
- Katlego Mphela
- Yassine Chikhaoui
- Issam Jemâa
- Mejdi Traoui
- James Chamanga
- Felix Katongo
- Jacob Mulenga

Autogol
- Mohammed Ali El Khider (ante Camerún)

## Premios
- Mejor Jugador:  Hosny Abd Rabo[1]
- Goleador:  Samuel Eto'o – 5 goles
- Mejor Guardameta:  Essam El-Hadary

### Equipo Ideal
Seleccionados basados en el rendimiento mostrado en el torneo.
| Guardameta      | Defensas                         | Centrocampistas                                                      | Delanteros       |
| --------------- | -------------------------------- | -------------------------------------------------------------------- | ---------------- |
| Essam El-Hadary | Geremi Wael Gomaa Michael Essien | Sulley Muntari Yaya Touré Alex Song Hosny Abd Rabo Mohamed Aboutrika | Amr Zaki Manucho |

Suplentes
- Richard Kingson
- Hany Said
- Ahmed Fathy
- Frej Saber
- Stéphane Mbia
- Didier Drogba
- Kader Keïta